# 671. п. н. е.

## Догађаји
- Асархадон поново напада Египат и осваја Мемфис.